# Masmobäcken

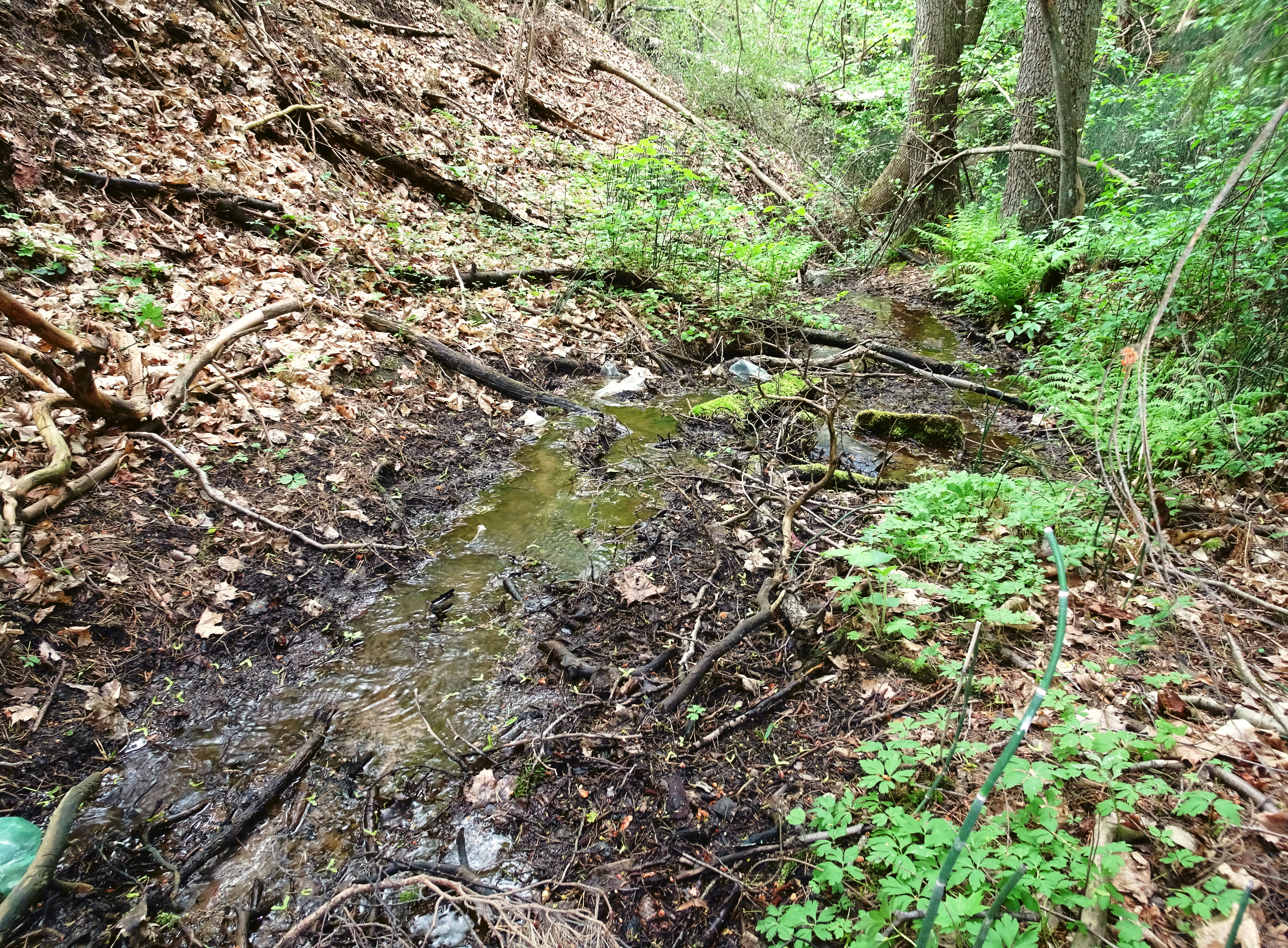
Masmobäckens ravin, maj 2019.

Masmobäcken är ett vattendrag i kommundelen Vårby i Huddinge kommun. Bäcken har sitt namn efter området Masmo som i sin tur är uppkallat efter Masmotorpet. Enligt Jan Paul Strid (Ortnamnen i Huddinge) är förleden "mas" ett så kallat noaord för varg och efterleden "moa" har betydelsen (tät) skog, alltså "skogen där vargen varit synlig".

## Beskrivning
Masmobäcken rinner ner för Myrstugubergets södra sluttning och har sitt utlopp i Albysjön. Några avsnitt ligger i rör eller kulvert. Den sista biten har bildat en djup ravin som går förbi Masmo villa och under Masmovägen. Här ligger stenåldersboplatsen Masmo vars boende tog sitt dricksvatten från bäcken eftersom nuvarande Albysjön då var en saltvattenvik av Östersjön. 
I ravinen finns stora bestånd av vintergröna växter som exempelvis skavfräken. Vid Masmobäcken växer flera unika kärlväxter. I dalgången norr om Masmobäcken ligger några villor från sekelskiftet 1900, där Dalhyddan utgör en kulturhistorisk särskild intressant byggnad. Söder om Masmobäcken gick den gamla sockengränsen mellan Huddinge socken och Botkyrka socken.